# Шинкель (город в Германии)
Шинкель (нем. Schinkel) — община в Германии, в земле Шлезвиг-Гольштейн.
Входит в состав района Рендсбург-Экернфёрде. Подчиняется управлению Денишер Вольд. Население составляет 1025 человек (на 31 декабря 2010 года). Занимает площадь 10,21 км².